# República Checa en los Juegos Paralímpicos de Atenas 2004
La República Checa estuvo representada en los Juegos Paralímpicos de Atenas 2004 por un total de 65 deportistas, 45 hombres y 20 mujeres.

## Medallistas
El equipo paralímpico checo obtuvo las siguientes medallas:
| Nombre                                    | Deporte           | Evento                                |
| ----------------------------------------- | ----------------- | ------------------------------------- |
| Oro                                       |                   |                                       |
| Martina Kniezková                         | Atletismo         | Disco F32-34/51-53 femenino           |
| Veronika Foltová                          | Atletismo         | Disco F35/36/38 femenino              |
| Veronika Foltová                          | Atletismo         | Peso F35/36 femenino                  |
| Radim Běleš                               | Atletismo         | Disco F32/51 masculino                |
| Milan Kubala                              | Atletismo         | Disco F36 masculino                   |
| Martin Němec                              | Atletismo         | Disco F55 masculino                   |
| Rostislav Pohlmann                        | Atletismo         | Disco F57 masculino                   |
| Roman Musil                               | Atletismo         | Peso F33-34 masculino                 |
| Marcel Pipek                              | Ciclismo en ruta  | Ruta triciclo manual HC B/C masculino |
| Jiří Ježek                                | Ciclismo en ruta  | Ruta/Contrarreloj LC2 masculino       |
| Běla Hlaváčková                           | Natación          | 50 m espalda S5 femenino              |
| Kateřina Coufalová                        | Natación          | 100 m braza SB9 femenino              |
| Martin Kovář                              | Natación          | 50 m libre S3 masculino               |
| Martin Kovář                              | Natación          | 100 m libre S3 masculino              |
| Martin Kovář                              | Natación          | 200 m libre S3 masculino              |
| František Glazar Michal Stefanu René Tauš | Tenis de mesa     | Equipo 5 masculino                    |
| Plata                                     |                   |                                       |
| Veronika Foltová                          | Atletismo         | Jabalina F35-38 femenino              |
| Vladimíra Bujárková                       | Atletismo         | Peso F37/38 femenino                  |
| Eva Kacanu                                | Atletismo         | Peso F54/55 femenino                  |
| Miroslav Šperk                            | Atletismo         | Disco F56 masculino                   |
| Radim Běleš                               | Atletismo         | Maza F32/51 masculino                 |
| Jiří Ježek                                | Ciclismo en pista | Persecución individual LC2 masculino  |
| Jolana Matoušková                         | Tenis de mesa     | Individual 10 femenino                |
| Michal Stefanu                            | Tenis de mesa     | Individual 4 masculino                |
| Bronce                                    |                   |                                       |
| Eva Berná                                 | Atletismo         | Peso F37/38 femenino                  |
| František Purgl                           | Atletismo         | Disco F54 masculino                   |
| Dušan Grézl                               | Atletismo         | Peso F38 masculino                    |
| Rostislav Pohlmann                        | Atletismo         | Jabalina F57 masculino                |
| Jiří Bouška                               | Ciclismo en pista | 1 km contrarreloj CP3/4 masculino     |
| Jiří Bouška                               | Ciclismo en pista | Persecución individual CP4 masculino  |
| Jiří Kadeřávek                            | Natación          | 100 m libre S1 masculino              |